# Оддихне
Одди́хне —  село в Україні, у Лозівській міській громаді Лозівського району Харківської області. Населення становить 300 осіб. До 2020 орган місцевого самоврядування— Яковлівська сільська рада.

## Географія
Село Оддихне примикає до села Яковлівка. Поруч проходять автомобільна дорога Т 2107 і залізниця, станція Відпочинок.

## Історія
1891 — дата заснування.
12 червня 2020 року, відповідно до Розпорядження Кабінету Міністрів України  № 725-р «Про визначення адміністративних центрів та затвердження територій територіальних громад Харківської області», увійшло до складу Лозівської міської громади.
19 липня 2020 року, в результаті адміністративно-територіальної реформи та ліквідації колишнього Лозівського району (1923—2020), увійшло до складу новоутвореного Лозівського району Харківської області.
22 червня 2023 року рішенням №230 Національної комісії зі стандартів державної мови віднесено до списку населених пунктів, які «можуть не відповідати лексичним нормам української мови», зокрема стосуватися «російської імперської чи колоніальної політики». Громаді рекомендовано обґрунтувати доцільність збереження поточної назви або запропонувати нову назву в установленому законодавством порядку.

## Населення

### Мова
Розподіл населення за рідною мовою за даними :
| Мова       | Кількість | Відсоток |
| ---------- | --------- | -------- |
| українська | 295       | 98.33%   |
| російська  | 5         | 1.67%    |
| Усього     | 300       | 100%     |

## Економіка
- Птахо-товарна ферма.

## Персоналії
В кінці лютого 1943 року у селі було поховано загиблого командувача 3-ї дивізії СС "Тотенкопф" ("Мертва голова") Теодора Ейке (пізніше був перепохований).